# أحمد محمد السوداني
أحمد محمد، شاب مسلم أمريكي من أصل سوداني، يبلغ من العمر 14 عاما، وهو طالب مجتهد في دراسته ويدرس في مدرسة في ولاية تكساس الأمريكية، ألقت الشرطة الأمريكية القبض عليه لاحضاره ساعة إلى مدرسته ليريها إلى مدرس الهندسة، وكان أحمد قد صنعها في بيته، وظنوا انها قنبلة وتم طرده من المدرسة ثلاثة أيام، وأثار ذلك عاصفة من الانتقادات في مختلف وسائل الإعلام.

## عائلة الطالب
والد أحمد هو السيد «محمد الحسن» المنتمي لحزب الإصلاح الوطني السوداني والذي هاجر إلى الولايات المتحدة في ثمانينيات القرن العشرين، ولقد تزوج في البداية من سيدة أمريكية ثم طلقها وتزوج من والدة أحمد السودانية الأصل؛ السيدة «منى أحمد الحاج»، ولديه الآن خمس أخوة هم «إيمان وعائشة ومهدي وشام وفاطمة» 

## ردود الأفعال

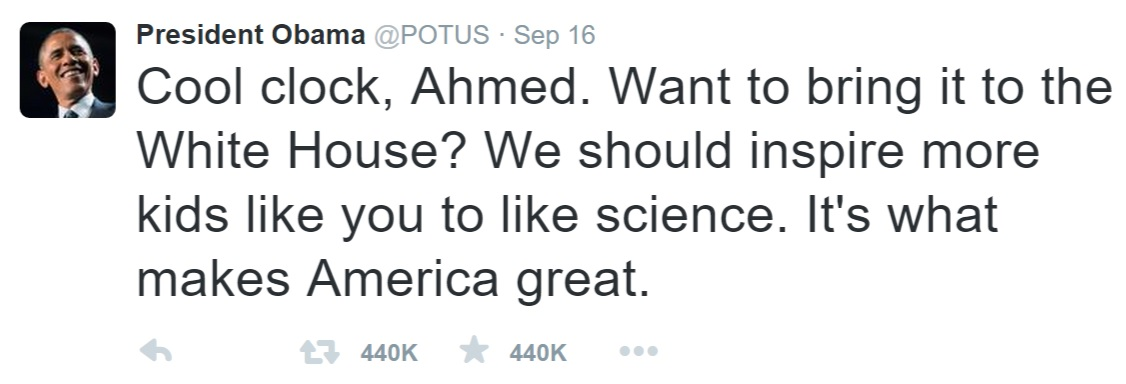
تغريدة لحساب الرئيس الأمريكي بخصوص مشكلة احمد

ولقد أثنى الرئيس الأمريكي باراك أوباما على أحمد محمد ومهارته، وأصدر دعوة رئاسية دعا فيها الشاب السوداني الأصل لزيارة مبنى البيت الأبيض، وذلك في توبيخ مبطن للمدرسة والشرطة التي أعتقلته.
وكتب الرئيس الأمريكي تغريدة على موقع تويتر قال فيها: «ساعة عظيمة يا أحمد. هل تريد أن تجلبها معك إلى البيت الأبيض؟ علينا أن نلهم المزيد من الأطفال مثلك ليعشقوا العلم، فالعلم هو ما يجعل أمريكا بلدا رائعا.» 
كما قامت شركة جوجل بدعوة الطالب إلى معرضها العلمي السنوي وكذلك قام مارك زوكربرغ بدعوته إلى مقر شركة فيس بوك 

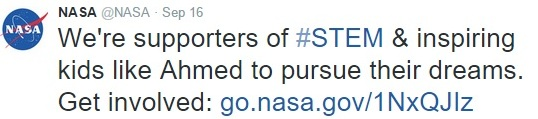
تغريدة وكالة ناسا عن دعم الطالب أحمد

وقال والد أحمد مدافعا عنه: (إنما يريد ولدي ابتكار أشياء مفيدة للإنسانية، لكن ولأن اسمه أحمد، وبسبب هجمات سبتمبر، اسيئت معاملة ولدي).
وقام مجلس العلاقات الأمريكية الإسلامية بتكريم الشاب أحمد بجائزة (الأمريكي المسلم) لعام 2015.

## دعوات عالمية
في 20 أكتوبر 2015 حصل الطالب على منحة من مؤسسة قطر للدراسة في منحة المبتكرين بدولة قطر وقالت أسرته أنه سينتقل للعيش هناك مع أسرته التي قررت كذلك السفر إلى هناك 